# 長野督
長野 督（ながの こう、1956年 - ）は、北海道大学メディア・コミュニケーション研究院教授。群馬県出身。早稲田大学大学院文学研究科博士課程修了。専門はフランス語教育、比較文化論、異文化コミュニケーション。主な論文に「コミュニカティヴ・アプローチと“意味の文法”」（2005年、北大言語文化部紀要）がある。